# Fregolia listropteroides
Fregolia listropteroides är en skalbaggsart som beskrevs av Pierre Émile Gounelle 1911. Fregolia listropteroides ingår i släktet Fregolia och familjen långhorningar. Inga underarter finns listade i Catalogue of Life.